# Campodorus lobatus
Campodorus lobatus là một loài tò vò trong họ Ichneumonidae.